# Richard Cox (évêque)
Pour les articles homonymes, voir Cox et Richard Cox.
Richard Cox (vers 1500 – 22 juillet 1581) est un ecclésiastique anglais, qui a été doyen de l'abbaye de Westminster et évêque d'Ely.

## Biographie
Cox est né Whaddon, dans le Buckinghamshire, en 1499 ou 1500.
Il fait ses études au prieuré bénédictin de St Leonard Snelshall près de Whaddon, au Collège d'Eton, et au King's College (Cambridge) où il obtient son baccalauréat en 1524.
Une expression prématurée de ses vues luthériennes aurait causé son départ d'Oxford et même son emprisonnement, mais les documents sont muets sur ces faits qui ne sont pas en concordance avec sa nomination comme maître de la fondation royale à Eton.
En 1533, il apparaît comme auteur d'une ode sur le couronnement d'Anne Boleyn. En 1540, il est l'un des quinze théologiens chargés de répondre aux questions cruciales sur les sacrements et le siège de l'autorité dans l'Église ; ses réponses montrent que s'il penche vers le catholicisme, il est sensible à la « doctrine du roi », et, en effet, Cox est l'un des théologiens à qui Henri VIII a attribué l'origine du Livre du roi. En outre, il est présent au procès de Robert Barnes, approuve le divorce du roi avec Anne de Clèves et, la même année, devient archidiacre et chanoine d'Ely puis doyen de Westminster.
Il travaille sur d'autres affaires royales en 1541, est nommé au futur évêché de Southwell et aumônier du roi en 1542. En 1543, il est utilisé pour débusquer le « complot des prébendiers » contre Cranmer, et devient chancelier de l'archevêque. En décembre, il est nommé doyen d'Oseney à Oxford et, en juillet, aumônier du prince Édouard VI d'Angleterre dont il prend une part active à l'éducation. Il est présent à la rétractation d'Edward Crome en 1546, qu'il dénonce comme non sincère et insuffisante, et la traite durement devant le conseil privé.

## Sources
- (en) Cet article est partiellement ou en totalité issu de l’article de Wikipédia en anglais intitulé « Richard Cox (bishop) » (voir la liste des auteurs).